# Ignaz Verdroß von Droßberg
Ignaz Verdroß von Droßberg (Malles Venosta, 16 dicembre 1851 – Innsbruck, 16 giugno 1931) è stato un generale austro-ungarico, noto per aver comandato i Kaiserjäger durante la prima guerra mondiale sul fronte italiano.

## Biografia
Discendente da una vecchia famiglia della piccola nobiltà di campagna della Val Venosta che visse in modeste condizioni economiche. Quando all'età di 12 anni fu mandato a studiare al liceo a Innsbruck dovette impartire lezioni per finanziare i suoi studi. Fino al 1866 fu orientato a diventare parroco o professore. Cambiò probabilmente idea quando vide con entusiasmo il corpo volontario degli studenti di Innsbruck uscire dalla città per partecipare alla Terza guerra d'indipendenza italiana e quando essi ritornarono vittoriosamente dopo la battaglia di Custoza.
Nel 1871 fu richiamato a svolgere il servizio militare presso la guarnigione dei Kaiserjäger a Riva sul lago di Garda. In seguito frequentò la scuola per gli aspiranti ufficiali a Innsbruck che finì nel 1875 come primo della classe. Nel maggio 1876 fu promosso a sottotenente. Oltre il servizio attivo collaborò anche alla progettazione dello sbarramento di Lardaro nelle Giudicarie. Dal 1882 al 1888 Verdroß, nel frattempo promosso a tenente, fu comandante di una compagnia del VI Battaglione Kaiserjäger dislocato a Cavalese e successivamente come capitano comandante presso la 3ª compagnia di stanza a Riva, dove oltre 15 anni prima aveva incominciato la sua carriera militare. In quel periodo e precisamente nel 1887 si sposò. Dal matrimonio nacquero in seguito quattro figli di cui uno morì in giovane età e un altro nel 1914 sul fronte. Nel 1890 fu assegnato comandante della scuola per gli allievi ufficiali Kaiserjäger a Innsbruck. Nel 1897 fu promosso a maggiore e l'anno successivo messo a capo del distretto militare di Rovereto e poi a quello di Bressanone. Nel 1903 fu promosso a tenente colonnello e nel 1906 a colonnello. Come tale comandò il II Battaglione del 3º Reggimento Kaiserjäger fino al 1908 quando fu messo a capo del 3º Reggimento di stanza a Rovereto. Durante il suo comando eseguì varie esercitazioni con il reggimento sul Monte Pasubio, dove ritornerà poi durante la prima guerra mondiale.
Nel 1911 Verdroß fu messo a capo della 14ª Brigata da montagna a Cattaro e a novembre promosso a maggior generale. Nello stesso anno ricevette inoltre il titolo "von Droßberg". Nel gennaio 1913 fu congedato per aver raggiunto il limite di età.

### Prima guerra mondiale
Quando scoppiò la Prima guerra mondiale nell'estate 1914 si mise di nuovo a disposizione e gli fu affidato il compito di organizzare gli Standschützen nel Nord-Tirolo. Insieme a Franz Rohr von Denta e Ludwig Können-Horák organizzò la difesa del Tirolo in prospettiva di un eventuale attacco italiano. Riuscì a costituire 12 battaglioni con 5.000 Standschützen. Dopo la dichiarazione di guerra italiana del 23 maggio 1915 gli fu affidato il comando della 180ª Brigata fanteria, composta all'inizio solo da un battaglione Landsturm e cinque battaglioni Standschützen, schierati nei settori Folgaria e Lavarone prima che nel luglio 1915 questa parte del fronte fu rafforzata e il settore Lavarone affidato al colonnello Otto Ellison von Nidlef.
Nell'estate e nell'autunno 1915 riuscì a contenere la linea nel suo settore dagli attacchi del V Corpo d'armata del Regio Esercito anche grazie al contributo dei forti Sebastiano, Sommo Alto e Serrada tutti dislocati nel suo settore tra Val Terragnolo e la Val d'Astico. Il 1º novembre 1915 fu promosso a Feldmarschallleutnant. Nella primavera 1916 la 180ª Brigata di Verdroß, nel frattempo rafforzato con il 1º e 2º Reggimento Kaiserjäger, fu assegnata alla 8ª Divisione sotto il comando di Ludwig von Fabini all'interno del XX Corpo d'armata sotto la guide dell'arciduca e erede al trono Carlo per partecipare all'offensiva di primavera, nota anche come Strafexpedition.
La brigata di Verdroß si mosse sul fianco destro del XX Corpo e avanzò verso il Monte Maggio, conquistato poi dal 2º Reggimento Kaiserjäger nonostante l'accanita resistenza dei fanti della Brigata Sesia il 18 maggio 1916. Le truppe procedettero poi verso Laghi e Posina nell'Alto vicentino. Il 28 maggio fu occupato Posina per poi risalire i fianchi il massiccio del Monte Novegno sull'altro lato della valle. Due giorni dopo truppe del 1º Reggimento Kaiserjäger occuparono il Monte Priaforà dove alla fine l'avanzata della 8ª Divisione austro-ungarica si bloccò. A metà giugno dopo inutili attacchi e a seguito del scatenarsi dell'offensiva Brusilov sul fronte orientale anche i Kaiserjäger di Verdroß dovettero ripiegare su posizioni più facili da difendere.
Ai primi d'agosto 1916 gli fu affidato il comando della 8ª Divisione composto principalmente dai 4 reggimenti Kaiserjäger schierati sul Monte Pasubio e da dicembre 1916 nominata ufficialmente Kaiserjägerdivision. Insieme con Otto Ellison von Nidlef organizzò la difesa degli imperiali sul Pasubio sfruttando le sue conoscenze della zona, acquisite durante gli esercitazioni su quella montagna nel periodo prebellico. Nonostante il suo grado e la sua età ispezionò regolarmente le postazioni in prima linea. Per il suo interesse nei confronti dei suoi sottoposti fu soprannominato padre dei Kaiserjäger.
A fine gennaio 1918 fu nominato a capo del XIV Corpo d'armata, noto anche come Edelweißkorps (Corpo d'armata stella alpina) e schierato tra la Vallarsa e la Val d'Astico. A metà maggio seguì la promozione a generale di fanteria.
Alla fine della guerra rifiutò di spostarsi a Innsbruck e rimase al comando del XIV Corpo d'armata. Fu catturato insieme con il suo stato maggiore il 3 novembre a Trento. Dopo numerosi spostamenti da un campo di prigionia all'altro finì a Cassino. Ritornò a casa a Innsbruck nell'agosto del 1919.
Morì dopo breve malattia a 79 anni a Innsbruck. Fu sepolto sul cimitero che si trova a fianco della Basilica di Wilten.

## Onorificenze
Fonte